# Polímero condutor

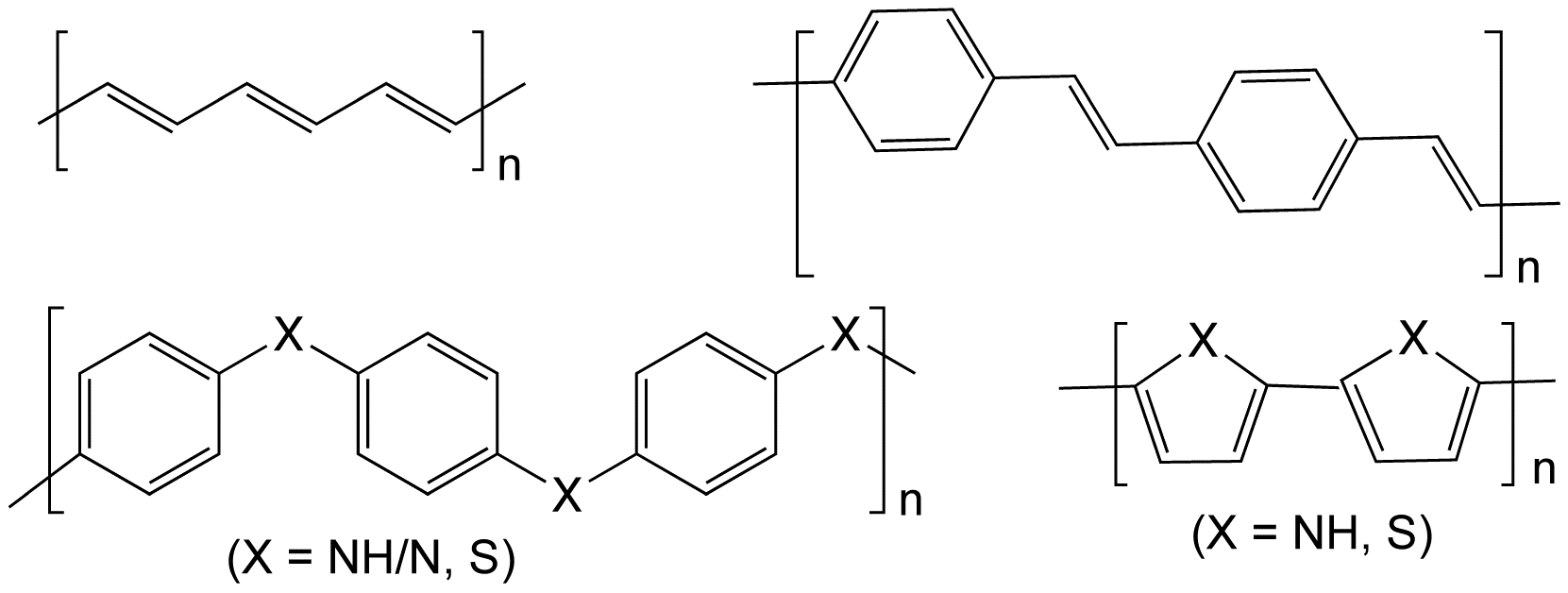
Estruturas químicas de alguns polímeros condutores. Do canto superior esquerdo no sentido horário: poliacetileno; polifenileno vinileno; polipirrol (X = NH) e politiofeno (X = S); e polianilina (X = NH) e sulfeto de polifenileno (X = S).

Polímeros condutores, ou mais precisamente polímeros intrinsecamente condutores são polímeros orgânicos que conduzem eletricidade. Tais compostos podem ter condutividade metálica ou podem ser semicondutores. A maior vantagem dos polímeros condutores é sua processabilidade, principalmente por dispersão. Polímeros condutores geralmente não são termoplásticos, ou seja, não são termoformados. Mas, como polímeros isolantes, são materiais orgânicos. Eles podem oferecer alta condutividade elétrica, mas não mostram propriedades mecânicas semelhantes a outros polímeros comercialmente disponíveis. As propriedades elétricas podem ser ajustadas usando os métodos de síntese orgânica e por técnicas avançadas de dispersão.